# So Real
So Real est le 1er album de Mandy Moore sorti le 7 décembre 1999.

## Pistes
1. "So Real"
2. "Candy"
3. "What You Want"
4. "Walk Me Home"
5. "Lock Me in Your Heart"
6. "Telephone (Interlude)"
7. "Quit Breaking My Heart"
8. "Let Me Be the One"
9. "Not Too Young"
10. "Love Shot"
11. "I Like It"
12. "Love You for Always"
13. "Quit Breaking My Heart (Reprise)"